# Więzienie w Palmyrze
Więzienie w Palmyrze – syryjskie więzienie wojskowe, w latach autorytarnych rządów Hafiza al-Asada w Syrii jedno z miejsc, w których przetrzymywani byli członkowie organizacji opozycyjnych (lewicowych i fundamentalistycznych islamskich).

## Historia
Budynek więzienia został wzniesiony podczas francuskich rządów mandatowych w Syrii.
Po zamachu stanu w Syrii w 1970 i przejęciu władzy autorytarnej w kraju przez Hafiza al-Asada więzienie w Palmyrze stało się miejscem przetrzymywania przeciwników politycznych al-Asada. W latach 70. i 80. XX wieku trafiali do niego działacze opozycyjnych organizacji lewicowych oraz islamskich, w tym członkowie syryjskiej gałęzi Bractwa Muzułmańskiego. Więźniowie byli regularnie torturowani, dochodziło również do pozasądowych egzekucji i zabójstw osadzonych. Więźniowie przez cały czas przetrzymywania nie mogli podnosić głów, patrzeć w górę ani na siebie wzajemnie.
28 czerwca 1980 dwie jednostki wchodzące w skład Kompanii Obrony, dowodzone przez Rifata al-Asada i Mu'ina Nasifa dokonały na terenie więzienia masakry osadzonych związanych z Braćmi Muzułmańskimi (lub tylko podejrzewanych o członkostwo w organizacji). Był to odwet za próbę zabójstwa Hafiza al-Asada, jakiej dokonał dwa dni wcześniej członek Bractwa. Według różnych źródeł w Palmyrze zastrzelonych zostało wówczas ok. 550 lub od 500 do 1000 więźniów.
W ciągu pierwszy czterech lat po śmierci Hafiza al-Asada i przejęciu władzy przez jego syna Baszszara al-Asada (2000-2004) syryjski autorytaryzm został częściowo złagodzony. Więzienie w Palmyrze zostało zamknięte w 2001. Zostało otwarte ponownie w 2011, po wybuchu protestów przeciwko al-Asadowi. W tym samym roku osadzono w nim ok. 350 osób podejrzanych o organizowanie manifestacji antyrządowych. Więzienie było pod wspólną kontrolą syryjskiego Wywiadu Wojskowego i policji wojskowej.
Więzienie zostało zajęte przez terrorystów z Państwa Islamskiego w maju 2015 razem z całą Palmyrą, lotniskiem i starożytnymi ruinami miasta. Terroryści opublikowali film i fotografie z wnętrza więzienia, po czym wysadzili je w powietrze.